# Nón núi lửa

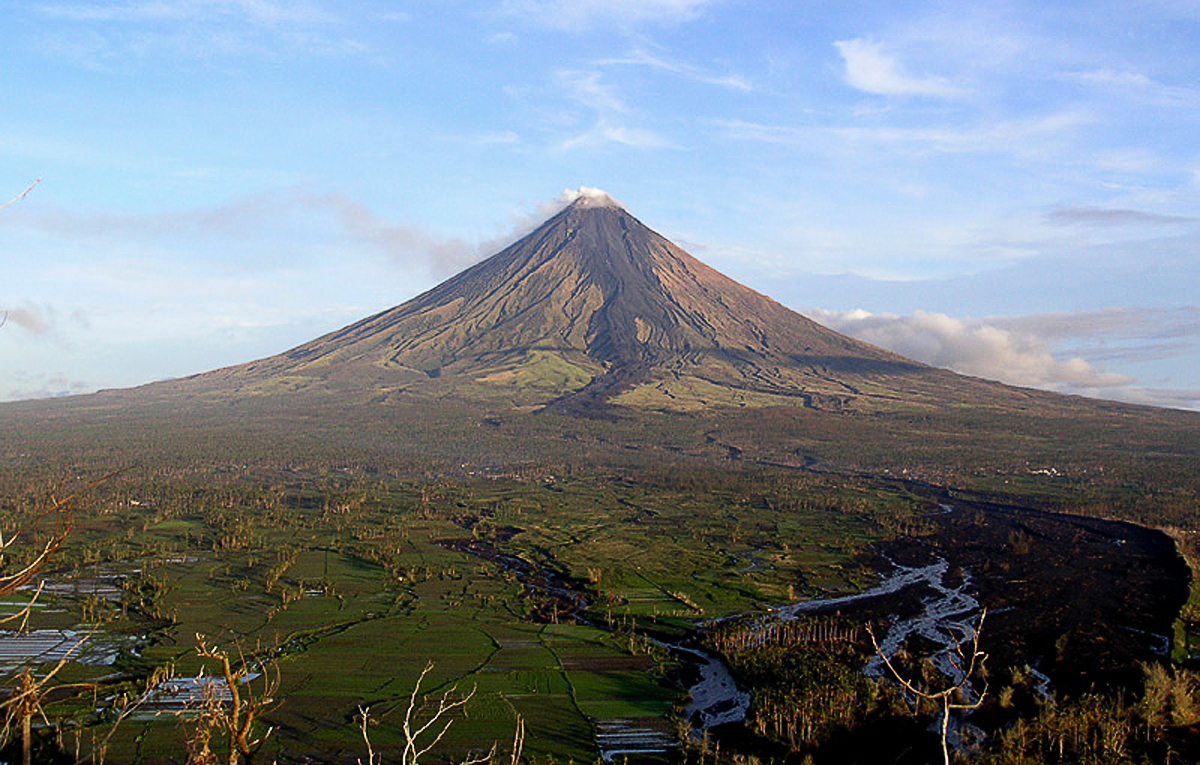
Núi lửa Mayon ở Philippines có nón núi lửa đối xứng.

Nón núi lửa (chữ Anh: Volcanic cone) là gò núi do vật chất phun ra của núi lửa tích tụ và chất đống ở chung quang miệng phun ra mà hình thành. Bởi vì tính chất của vật chất phun ra, nhiều hay ít không giống nhau và sự khác biệt của phương thức phun bắn ra, nón núi lửa có sẵn nhiều loại hình thái và cấu tạo. Lấy vật chất tổ hợp thành mà phân chia: nón bã núi lửa do có vật mạt vụn núi lửa tạo thành; nón dung nham hoặc gọi là gò dung nham do dung nham tạo thành; nón hỗn hợp do hỗn hợp của vật mạt vụn và dung nham tạo thành. Lấy hình thái mà phân chia thì có các nón núi lửa như hình khiên, hình dạng vòm cao và hình dạng chuông. Nón núi lửa hình dạng nón tròn được biết là hình thù nón núi lửa tiêu chuẩn. Nón núi lửa có thể vì nguyên do núi lửa bạo phát mãnh liệt và nhận được phong hoá bóc mòn mà huỷ hoại một mạch đến dần dần mất hẳn.

## Giới thiệu giản lược
Nón núi lửa là một chủng loại của địa mạo dung nham.
Địa mạo dung nham là các chủng loại địa mạo mà mắc-ma từ vết đứt gãy vỏ trái đất chảy đầy tràn ra ngoài, men theo mặt đất di chuyển rồi lạnh ngay mà hình thành. Ví dụ như gò dùng nham, đồi ụ dung nhăm, nắp dung nham, đường hầm dung nham và hồ ngăn trở dung nham, sóng dung nham, v.v Ở phần dưới của nham thạch quyển, tồn tại một tầng dòng chảy mềm hiện ra trạng thái tan chảy của nham thạch, mắc-ma của lúc núi lửa phun bắn ra chủ yếu bắt nguồn ở đó. Vì nguyên do vết đứt gãy vỏ trái đất, chuyển động tân kiến tạo hoặc chuyển động mảng, mắc-ma dưới đất vọt lên ra ngoài mặt đất nên hình thành dòng dung nham, đồng thời vẫn có theo cùng chất khí số lượng lớn và vật chất khác của núi lửa phun ra, sau khi núi lửa phun ra đã đi qua, lập tức sẽ để lại lúc sau các chủng loại loại hình của địa mạo dung nham.
Nón núi lửa ở sát gần đường thông suốt mà mắc-ma vọt lên ra ngoài mặt đất (miệng núi lửa). Sau khi mắc-ma thôi hoạt động, bởi vì các loại vật chất phun ra của núi lửa lạnh ngay rồi ngưng kết và tích tụ chất đống, hình thành gò núi hình dạng nón tròn, đây chính là nón núi lửa.

## Loại hình
Loại hình cơ bản của nón núi lửa có ba loại.
1. Nón dung nham, toàn bộ hoặc về phương diện cơ bản là do nhiều tầng dung nham cơ tính tạo thành, hình trạng của nó bẹt và bằng phẳng, độ nghiêng thoai thoải (2° - 10°), phần đỉnh có miệng núi lửa hình dạng cái chén. Trong đó phạm vi cực kì to lớn được gọi là núi lửa hình khiên.
2. Nón mạt vụn toàn bộ là do mạt vụn núi lửa hợp thành. Mặt phẳng của nó gần giống hình tròn, độ nghiêng khoảng chừng 30°, phần đỉnh có một cái miệng núi lửa hình dạng phễu.
3. Nón phức hợp là do tầng dung nham và mạt vụn lẫn nhau tạo thành, cũng gọi là nón núi lửa dáng tầng, độ nghiêng của nó đại đa số vượt qua 30°, hình trạng khá đối xứng, phần trên có nhiều dung nham, phần dưới và cạnh ven chủ yếu là mạt vụn núi lửa. Miệng núi lửa hiện ra hình dạng chén hoặc hình dạng phễu.[2]

Ngoài ra, có một ít phần trên cái dốc của nón núi lửa vẫn có nón núi lửa loại nhỏ, đường thông suốt của nó nối liền lẫn nhau với nón núi lửa chính, không có nguồn mắc-ma độc lập. Nón núi lửa loại nhỏ này gọi là nón kí sinh.

## Điển hình
Núi lửa Mayon là núi lửa còn hoạt động lớn nhất của nước Philippines, hiện ra hình nón tròn, giống một ngọn nến hình tam giác cực kì to lớn đứng sừng sững ở khoảng giữa rừng dừa và ruộng lúa gié, tươi đẹp và cảnh tượng hùng vĩ, được nhiều người khen là "nón núi lửa hoàn mĩ nhất trên thế giới".
Chuyện kể lưu truyền trong dân gian cho biết đời xa xưa chỗ đó có một người nữ, dung mạo xinh đẹp, tấm lòng tốt bụng hiền lành, vì cứu giúp cha mà đã hi sinh mạng sống của bản thân mình.
Nhiều người cảm động cho lòng dạ hiếu thảo của nó, đã xây dựng một ngôi mả cao cho cô ấy, sau này lại dài lớn thành đỉnh núi cao, ngoại hình rất giống núi Phú Sĩ của Nhật Bản, lại hay có mây trắng cuộn vòng, biểu lộ được sự đứng đắn nghiêm trang khác thường.
Phần nửa trên của núi hầu như không có cây cối, phần nửa dưới sinh ra một khoảnh rừng rậm liền kín tốt tươi, có địa phương từ trên núi một mạch đến dưới chân núi đều có thể nhìn được ngấn vết chảy ra lúc núi lửa phun bắn ra. Núi lửa Mayon đến ngày nay vẫn luôn luôn bốc khói.